# Medal Karola
Medal Karola (niem. Karl-Medaille, oficjalna nazwa: Die Verdienstmedaille des Großpriorates von Österreich, Ritterorden des Heiligen Lazarus von Jerusalem (Karl-Medaille) – Medal za Zasługi Wielkiego Przeoratu Austrii, Zakon Rycerzy św. Łazarza) – austriackie odznaczenie za zasługi w dziedzinie charytatywnej, uznane przez państwo austriackie.

## Historia i insygnia
Medal został ustanowiony 17 sierpnia 1978, w dzień urodzin ostatniego cesarza Austrii i króla Węgier bł. Karola Habsburga przez ówczesnego wielkiego przeora austriackiej prowincji zakonu, aks. Leopolda z linii toskańskiej rodu Habsburg-Lothringen. Przyczyną było nadanie austriackiej prowincji zakonnej statusu prawnego uznanego stowarzyszenia kościelnego (Pia Unio) przez kardynała Königa. Dwa lata później Wielki Przeorat Austrii zakonu uzyskał również uznanie przez państwo jako organizacja charytatywna. Od tej pory dozwolone jest noszenie medalu do munduru i obok odznaczeń państwowych.
Przy projektowaniu medalu konsultowany był aks. Otto von Habsburg, który zezwolił na użycie popiersia swego ojca do awersu medalu, natomiast sprzeciwił się użyciu trzech połączonych koron – austriackiej Rudolfa II, węgierskiej św. Stefana i czeskiej św. Wacława – jako zawieszki odznaczenia.
Projekt, przy wykorzystaniu popiersia Karola I z dawnego wojskowego medalu Signum Laudis, został wykonany przez czeskiego heraldyka i grafika Zdirada Čecha. Na awersie medalu widnieje popiersie Karola I zwróconego na lewo, otoczone napisem: "Carolus I de domo Austr. Serv.Dei Rex Hierosol. Exempl.Virt O.S.L.J." ("Karol I z Domu Austriackiego Sługa Boży Król Jerozolimy Przykład Cnót dla O.S.L.J."), na rewersie herb Leopolda Toskańskiego jako Wielkiego Przeora prowincji austriackiej otoczony łańcuchem orderu i napisem: „Ordo Equestr.St.Lazari Magn. Prior Austriae MCMLXXVIII” („Zakon Rycerski św. Łazarza W. Przeorat Austrii 1978”). Medal posiada trzy klasy, złotą, srebrną i brązową. Zawieszką jest korona królewska, wstęga jest zielona z czerwono-biało-czerwoną obustronną bordiurą (barwami narodowymi Austrii). W Austrii jest noszony przez mężczyzn na wstędze wiązanej zgodnie z tradycją narodową w trójkąt, zaś przez kobiety na kokardzie damskiej nad lewą piersią.
Interesujące jest, że koncepcja medalu wyszła od polskich współpracowników prowincji austriackiej zakonu, i że pierwsze ok. 150 egzemplarzy zostało wykonane w jednej ze znanych pracowni grawerskich na warszawskim Starym Mieście.